# Cosmosoma vernana
Cosmosoma vernana là một loài bướm đêm thuộc phân họ Arctiinae, họ Erebidae.